# Тапа
Та́па (каз. Тапа) — село у складі Казалінського району Кизилординської області Казахстану. Входить до складу Кумжиєцького сільського округу.
Населення — 132 особи (2021; 363 у 2009, 228 у 1999, 589 у 1989).